# Sahagún
Sahagún (de Sant Facund; en aragonès, la vila es apelada Safagún o Safagun) és un municipi de la província de Lleó, a la comunitat autònoma de Castella i Lleó. Limita al nord amb Villamol, a l'oest amb Calzada del Coto, al sud amb la província de Valladolid, i Grajal de Campos i a l'est amb la província de Palència.

## Pedanies
- Arenillas de Valderaduey
- Celada de Cea
- Galleguillos de Campos
- Joara
- Sahagún
- San Martín de la Cueza
- San Pedro de las Dueñas
- Sotillo de Cea
- Ríosequillo
- Villalebrín
- Villalmán.

## Demografia
| 1900 | 1910 | 1920 | 1930 | 1940 | 1950 | 1960 | 1970 | 1980 | 1990 | 2001 | 2006 |
| ---- | ---- | ---- | ---- | ---- | ---- | ---- | ---- | ---- | ---- | ---- | ---- |
| 2787 | 2669 | 2855 | 3154 | 3606 | 3350 | 3122 | 2661 | 3347 | 3351 | 2979 | 2924 |

## Persones il·lustres
- Maria Pérez Ansúrez, noble lleonesa.
- Bernardino de Sahagún, frare franciscà, autor de gramàtiques indígenes ameríndies.
- Carmelo Gómez Celada, actor espanyol.
- Benito Pamparacuatro, Primer Alcalde de la II República Espanyola.
- Manuel Camacho Fernández, diputat per Igualada a les eleccions de 1879.